# 김성근 (화학자)
김성근은 대한민국의 화학자이다. 서울대학교 학사와 하버드 대학교 박사(지도교수: 더들리 허슈바크)를 받고 서울대학교 교수를 역임한 뒤, 포항공과대학교 총장으로 취임한다.